# Eishockey-Oberliga (Österreich)
Die Oberliga war in Österreich eine landesweit ausgespielte Eishockeyliga. Sie war die jeweils zweit- oder dritthöchste und gleichzeitig die niedrigste landesweite Spielklasse im österreichischen Eishockey. Sie wurde unregelmäßig zwischen 1968/69 und 2010/11 in verschiedenen Modi ausgetragen. Ausrichter war der österreichische Eishockeyverband.

## Geschichte

### Oberliga als zweithöchste Spielklasse 1968 bis 1975
| Spielzeit | Mannschaften | Meister            |
| --------- | ------------ | ------------------ |
| 1968/69   | 8            | EC Innsbruck Pradl |
| 1969/70   | 5            | Grazer AK          |
| 1970/71   | 11           | WAT Stadlau        |
| 1971/72   | 11           | HC Salzburg        |
| 1972/73   | 8            | Kapfenberger SV    |
| 1973/74   |              | EHC Lustenau       |
| 1974/75   | 12           | EK Zell am See     |

Die Oberliga ersetzte 1968 die Nationalliga A als zweithöchste Spielklasse unter der Bundesliga. Der Oberligameister stieg in die Bundesliga auf. Von 1970 bis 1972 und 1974/75 wurde der Grunddurchgang in zwei regionalen Gruppen Ost und West ausgetragen, gefolgt von einer gemeinsamen Endrunde. Ab 1975 wurde die Nationalliga als landesweite zweithöchste Spielstufe eingeführt. Dazu kam als dritte Spielstufe die Regionalliga in regionalen Gruppen.

### Oberliga als zweithöchste Spielklasse 1994 bis 1996
Nach dem 1994 Bundesliga und Nationalliga faktisch zusammengelegt wurden, wurde die Oberliga wieder als zweithöchste Spielklasse installiert. Erneut wurde in zwei regionalen Gruppen gespielt. Bereits nach zwei Spielzeiten wurde wieder der Name Nationalliga angenommen.
| Spielzeit | Mannschaften | Meister            |
| --------- | ------------ | ------------------ |
| 1994/95   | 12           | SK DSG Rotschitzen |
| 1995/96   | 10           | EC Kitzbühel       |

### Oberliga 1999 bis 2001
1999 wurde aus interessierten Clubs der Regionalligen die Oberliga als dritthöchste Spielklasse gebildet. Zur Saison 2000/01 wurde erneut Bundesliga und Nationalliga zusammengelegt, wodurch die Oberliga wieder zweithöchste Liga wurde. Dabei zog sich die komplette Gruppe Ost allerdings sich aus der Liga zurück. Nach der Saison wurde die Oberliga eingestellt und die Nationalliga wieder als zweite Leistungsstufe installiert.
| Spielzeit | Mannschaften | Meister         |
| --------- | ------------ | --------------- |
| 1999/2000 | 11           | EHC Fischerbräu |
| 2000/01   | 7            | VEU Feldkirch   |

### Oberliga als dritthöchste Spielklasse 2003 bis 2011
Zwei Jahre später kam die Oberliga wieder als dritthöchste Spielklasse im österreichischen Eishockey zurück. Sie galt zu dieser Zeit als semiprofessionelle Liga und sollte als Bindeglied zwischen den Profi- und Amateurligen Österreichs dienen. In der Premierensaison 2003/04 nahmen zwölf Mannschaften in zwei regionalen Gruppe teil. In der Folgesaison waren es jedoch nur noch fünf Mannschaften, die österreichweit spielten. Auf diesem niedrigen Niveau pendelte sich die Teilnehmerzahl ein, was immer wieder zu Problemen führte. So zog in der Saison 2008/09 der EC Kitzbühel knapp vor Ligastart seine Nennung zurück und der EV Niederösterreich stellte nach drei gespielten Runden seine Teilnahme ein. Nachdem 2009/10 acht Mannschaften meldeten, zogen sich zur Saison 2010/11 einige aus der Liga wieder zurück, nachdem vier neue Farmteams von Bundesligisten in der Oberliga starteten. 2011 wurde die Oberliga dann eingestellt, die Farmteams gingen in die Nationalliga, während sich die restlichen Clubs sich in die Ligen der Landesverbände, hauptsächlich die Tiroler Eliteliga, zurückzogen.
| Saison  | Mannschaften | Meister          |
| ------- | ------------ | ---------------- |
| 2003/04 | 12           | EC Kitzbühel     |
| 2004/05 | 5            | EC Kitzbühel     |
| 2005/06 | 4            | UEC Mödling      |
| 2006/07 | 6            | UEC Mödling      |
| 2007/08 | 6            | ATUS Weiz Bulls  |
| 2008/09 | 5            | ATSE Graz        |
| 2009/10 | 8            | ATSE Graz        |
| 2010/11 | 8            | EC Graz 99ers II |